# 제24회 모스크바 국제 영화제
제24회 모스크바 국제 영화제는 2002년 6월 21일에 열린 시상식이다.

## 수상 및 후보

### 대상
- 부활 - 파올로 타비아니 수상

### 심사위원특별상
- Wishes of the land - Vakhid Mousaian 수상

### 여우주연상
- 블루(영어판) - 이치카와 미카코 수상

### 남우주연상
- 뻐꾸기 - Ville Haapasalo 수상

### 감독상
- 뻐꾸기 - 알렉산드르 로고슈킨 수상

### FIPRESCI상
- 뻐꾸기 - 알렉산드르 로고슈킨 수상

### FIPRESCI상-특별언급
- 서플리먼트 - 크지쉬토프 자누쉬 수상